# Kvantbit

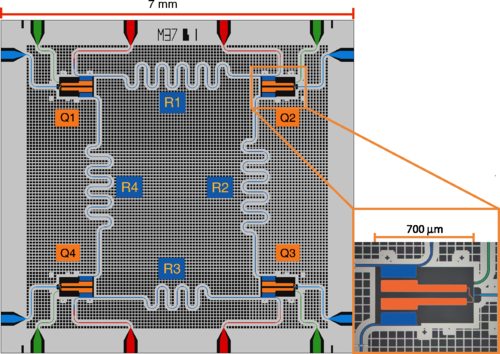
Integrerad Qubit krets

Kvantbit eller qubit (från engelskans quantum binary digit) representerar den minsta enheten kvantinformation. Den fundamentala skillnaden mellan en kvantbit och en klassisk bit är att den senare bara kan ha värdet 0 eller 1.
En kvantbit motsvarar ett kvanttillstånd, en linjär superposition, s.k. kvantsuperposition,
{\displaystyle a|0\rangle +b|1\rangle }
mellan de två komponenttillstånden {\displaystyle |0\rangle } och {\displaystyle |1\rangle }. Tillstånden betecknas vanligen med Paul Diracs bra-ket-notation. {\displaystyle |0\rangle } och {\displaystyle |1\rangle } uttalas 'kett 0' och 'kett 1'. Kettarna representerar ett kvantmekaniskt tillstånd, där den fysiska realiseringen kan skilja. Det kan till exempel vara spinn hos en elektron, där spinn-upp är {\displaystyle |0\rangle } och spinn-ned är {\displaystyle |1\rangle }.  Andra möjligheter är att det är en atomkärnas eller molekyls spinn.
Grunden för ett elektrontillstånd, som kan bli en kvantbit, i ett fast material är en defekt i kristallstrukturen, att en atom av det ämne som bygger upp kristallen har blivit ersatt av en främmande atom, vars elektronstruktur inte passar ihop med bindningarna i kristallen. På så sätt blir en elektron över och kan exciteras till en superposition av två kvanttillstånd som bygger upp kvantbiten.  En viktig begränsning är att superpositionen av de båda tillstånden har en begränsad livstid, koherenstid, beroende på störningar från omgivningen, så kallad dekoherens.  I ett fast material så består dessa störningar av påverkan från omgivande atomer i kristallen och i bästa fall har kvanttillstånden en koherenstid av några tiotal millisekunder. Det går att få betydligt längre koherenstider om man istället använder spinntillstånden hos atomkärnan i en donatoratom i en kristallstruktur, såsom en fosfor-31-atom i en kiselkristall.
Med ett kvantnätverk kan man överföra kvantbitar mellan olika noder.  Pompili et al. har konstruerat ett nätverk där de har kopplat ihop tre noder som består av kvantdefekter i diamant.
Ett kvantbitregister är en sekvens med ett antal sammanförda kvantbitar. Kvantdatorer utför beräkningar genom att använda kvantbitar. Dessa datortyper är dock i realiteten inte konstruerade, men olika kvantalgoritmer har upptäckts vilka utnyttjar kvantegenskaper för att exempelvis sortera eller faktorisera tal i dess primtal. 
Det är också möjligt att använda tre komponenter för att representera kvantinformation, s.k. qutrit, vars tillstånd betecknas {\displaystyle |0\rangle }, {\displaystyle |1\rangle } och {\displaystyle |2\rangle }.